# Теребна
Теребна (укр. Теребна) — река на Украине, протекает по территории Тернопольского района Тернопольской области. Левый приток реки Гнилая Гнезна (бассейн Днестра).
Название реки происходит от древнеславянского глагола terebiti «теребить», «корчевать» и означает «река, которая течёт по местности, где выкорчеван лес».
Теребна образуется около села Романовка в результате слияния рек Качава и Дзюрава и Великобиркивского пруда, заложенного в 1984 году между посёлком городского типа Великие Борки и селом Романовка. Река впадает в река Гнилая Гнезна в посёлке Великие Борки.
Устье реки было перенесено на 150—200 метров на северо-запад в связи с прокладкой в 1870-1871 годах участка железнодорожной линии Тернополь — Волочиск.
Ширина русла в верхнем течении — 3-3,5 м, в низовьях — 6-8 м.

## Галерея
- Устье реки. Сентябрь 2008 года.
- Пруд у Великих Борок. Июнь 2008 года